# Grenggeng
Grenggeng is een bestuurslaag in het regentschap Kebumen van de provincie Midden-Java, Indonesië. Grenggeng telt 5420 inwoners (volkstelling 2010).